# Catàleg Messier

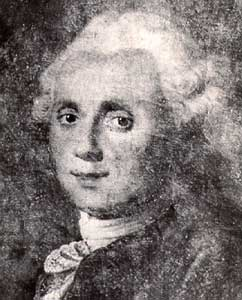
Charles Messier

El Catàleg Messier és una llista de 110 objectes astronòmics realitzada per l'astrònom francès Charles Messier i publicada el 1774 sota el títol Catàleg de nebuloses i cúmuls d'estrelles, que es troben entre les estrelles fixes sobre l'horitzó de París (en francès, Catalogue des Nébuleuses & des amas d'Étoiles, que l'on découvre parmi les Étoiles fixes sur l'horizon de Paris). Messier es dedicava a la recerca de cometes i la presència d'objectes difusos fixos en el cel resultava un problema en aquesta recerca, ja que es podien confondre amb cometes. Per aquest motiu, va decidir recopilar una llista de posicions d'objectes difusos fixos per a evitar confondre'ls amb possibles cometes. Els diferents objectes es coneixen pel seu número en el catàleg i es corresponen amb objectes de molt diferent tipus com ara galàxies, nebuloses o cúmuls d'estrelles. La galàxia d'Andròmeda, per exemple, és l'objecte M31 del catàleg Messier. Atès que Messier vivia a França, la llista conté únicament objectes de l'hemisferi nord. La primera edició del catàleg contenia tan sols 45 objectes (M1 a M45). La llista total d'objectes inclou 110 objectes amb (M1 a M110). El catàleg final va ser publicat el 1781. Molts d'aquests objectes segueixen sent coneguts pel seu número del catàleg Messier. Alguns són més coneguts pel seu nom del catàleg NGC (New General Cataloge).

## Marató Messier
Des de mitjans de la dècada de 1980 alguns afeccionats a l'astronomia realitzen maratons Messier, consistents a observar en una sola nit el major nombre possible dels 110 objectes del catàleg. La marató se celebra en la segona meitat del mes de març, prop de l'equinocci de primavera -del 20 al 21 de març- i coincidint amb la lluna nova, amb la finalitat que les condicions de visibilitat facilitin la recerca dels 110 objectes.

## Quadre dels 110 objectes del Catàleg Messier
Premeu sobre la imatge per a obtenir una versió més gran i en els enllaços per a anar a la pàgina corresponent a cada objecte.
|  |  |  |  |  |  |  |  |  |  |  |
|  |  |  |  |  |  |  |  |  |  |  |
|  |  |  |  |  |  |  |  |  |  |  |
|  |  |  |  |  |  |  |  |  |  |  |
|  |  |  |  |  |  |  |  |  |  |  |
|  |  |  |  |  |  |  |  |  |  |  |
|  |  |  |  |  |  |  |  |  |  |  |
|  |  |  |  |  |  |  |  |  |  |  |
|  |  |  |  |  |  |  |  |  |  |  |
|  |  |  |  |  |  |  |  |  |  |  |
|  |  |  |  |  |  |  |  |  |  |  |